# Byron Nelson
John Byron Nelson Jr. (Waxahachie, Texas, 4 de febrero de 1912-Roanoke, 26 de septiembre de 2006) fue un golfista estadounidense que se destacó profesionalmente en las décadas de 1930 y 1940. Era apodado "Lord Byron" por su caballerosidad, en referencia al poeta Lord Byron.
Ganó cinco torneos majors: el Masters de Augusta de 1937 y 1942, el Abierto de los Estados Unidos de 1939 y el Campeonato de la PGA de 1940 y 1945. También resultó segundo en el Masters de Augusta de 1941 y 1947, el Abierto de los Estados Unidos de 1946 y el Campeonato de la PGA de 1939, 1941 y 1944. Su mejor actuación en el Abierto Británico fue un quinto puesto en 1937. En total, acumuló 18 top 5 y 28 top 10 en 51 majors disputados.
Nelson obtuvo 52 victorias en el PGA Tour, lo que lo ubica sexto en el historial. Asimismo, ostenta el récord de cortes superados consecutivamente con 113, que en aquella época correspondían a los 20 primeros de cada torneo.

## Trayectoria
Nelson vivió en Fort Worth desde los 11 años, donde fue caddy en el club de golf de Glen Garden. En 1932 se convirtió en profesional. Ante el cambio en la construcción de los palos de golf, Nelson desarrolló la técnica de swing moderna.
En 1944 logró ocho triunfos y en 1945 venció en 18 torneos, 11 de ellos consecutivos, y llegó segundo siete veces. Por tanto, lideró la lista de ganancias del circuito en ambas ocasiones y recibió el premio al Deportista Masculino del Año de Associated Press. El golfista dejó de competir regularmente al finalizar la temporada 1946, cuando tenía apenas 34 años.
El texano disputó la Copa Ryder de 1937 y 1947 con la selección estadounidense, logrando tres victorias y una derrota. En 1965 fue capitán de la selección.
Luego de su retiro, Nelson fue comentarista en las transmisiones televisivas de golf, así como mentor de Tom Watson y Ken Venturi entre otros golfistas.
Nelson ingresó en el Salón de la Fama del Golf Mundial en la primera generación en 1974, y fue la segunda persona en recibir el premio a la trayectoria del PGA Tour en 1997. En 2006 recibió la Medalla de Oro del Congreso de los Estados Unidos de manera póstuma.
En su honor, el PGA Tour otorga el Premio Lord Byron al golfista con menor promedio de golpes por torneo desde el año 1980; el torneo de Dallas se ha llamado Clásico Byron Nelson y luego Campeonato Byron Nelson desde 1968. Y la máquina que utiliza la Asociación de Golf de Estados Unidos para probar los palos de golf se llama "Iron Byron".